# باززایی (آیین بودایی)

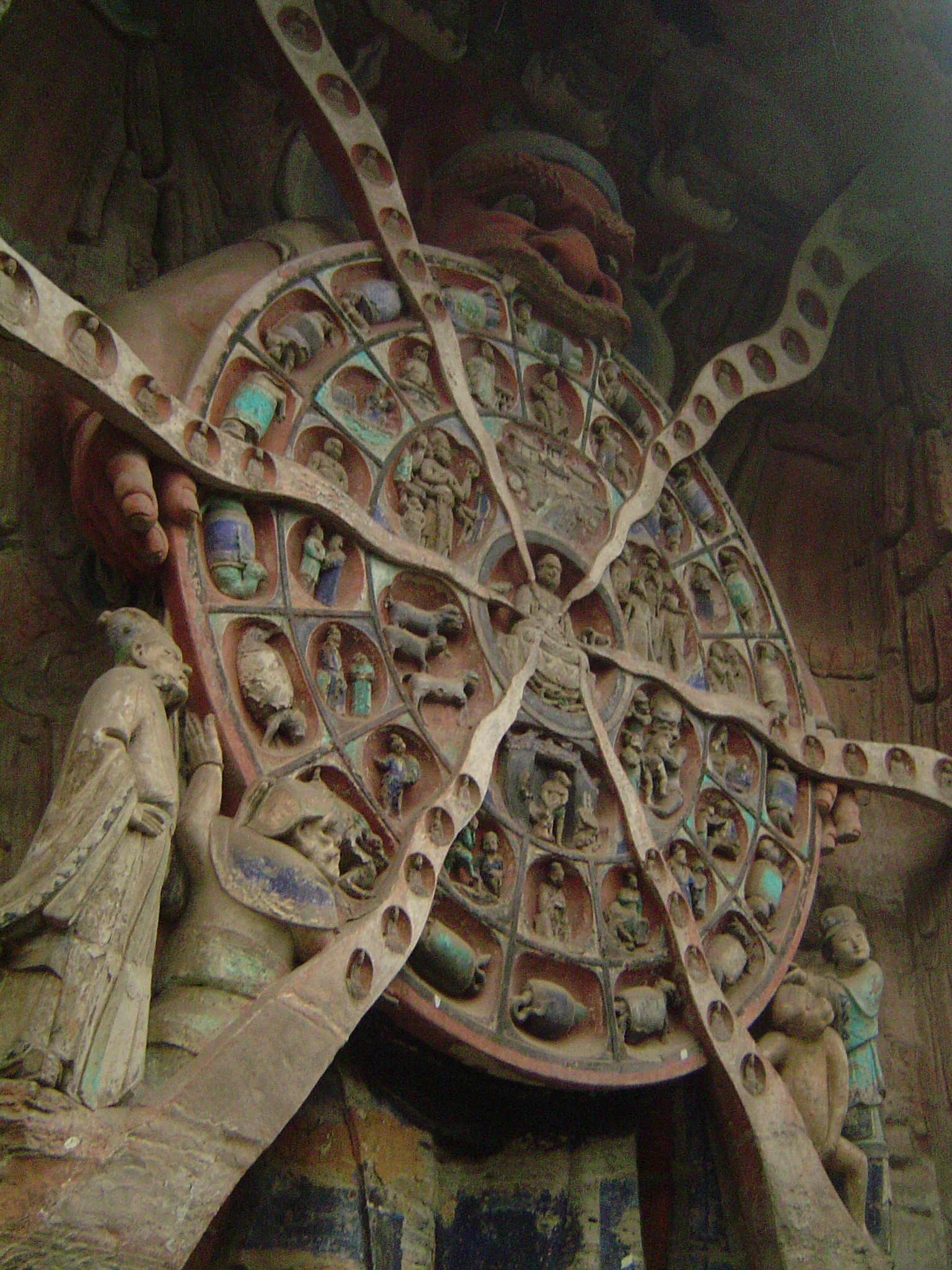
در این نقش برجسته بودایی 8 متری (25 فوتی) از حکاکی‌های صخره‌ای دازو در چین که بین سال‌های 1177 و 1249 ساخته شده است، مارا، ارباب مرگ و آرزو، چرخ تناسخ را در چنگ می‌اندازد که چرخه بودایی تناسخ را ترسیم می‌کند.

در آیین بودایی باززایی عقیده به تولد مجدد فرد پس از مرگ است.
اعتقاد به تناسخ (یا تولد مجدد پس از مرگ) با آیین بودایی شروع نشده بلکه پیش از ظهور این آیین، در میان اوپانیشادها (حدود ۸۰۰ سال قبل از میلاد) به چشم می‌خورد، و همچنین محدود به بوداییان نبوده و در دیگر مذاهب هندی نیز فراگیر می‌باشد؛ اعتقاد به تولد مجدد در واقع بخشی از اعتقاد کلی تر به کارما (تأثیر اعمال گذشته شخص بر روی زندگی آینده او) می‌باشد. اعتقاد به تناسخ آنقدر فراگیر بوده که متون بودایی به ندرت آن را به عنوان یک عقیده ذکر می‌کردند یا از پذیرش آن دفاع می‌کردند. رهبران بودایی معتقد بودند که این موضوع حقیقتی قابل آزمایش برای کسانی است که در مراقبه روحانی بدرجات پیشرفته رسیده‌اند (مانند بودا) چنانچه آن‌ها می‌توانند با جزئیات مفصل شرایط زندگی‌های قبلی خود را بیان کنند. برخی از بوداییان معاصر عقیده به تناسخ را بخش اصلی تعلیمات بودایی ندانسته بلکه آن را به سنت و متون قدیمی نسبت می‌دهند.
آیین بودایی‌گری شش قلمروی ممکن برای باززایی را پیشنهاد می‌کند.